# Lingua ǀxam
La lingua ǀxam (anche conosciuta con i nomi di ǀKamka!e, ǀKham-Ka-!k'e, ǀXam-Ka-!k'e) è una lingua estinta un tempo parlata nell'Africa sudoccidentale (Repubblica Sudafricana), appartenente alla famiglia delle lingue khoisan.
La lingua viene classificata come appartenente al gruppo delle lingue !kwi, un piccolo sottogruppo di lingue oggi estinte o moribonde facente parte del gruppo delle lingue tuu, ramo meridionale delle lingue khoisan. La lingua veniva parlata dal popolo ǀxam, una popolazione San anticamente stanziata nella parte occidentale dell'odierno Sudafrica; già entro il 1850, tuttavia, rimanevano nei loro territori solo poche centinaia di rappresentanti di questa popolazione.
Lo ǀxam, come tutte le lingue della famiglia, era contraddistinto da un ampio set di consonanti click; il simbolo "ǀ" che compare nel nome indica un clic dentale.
Lo ǀxam sopravvive al giorno d'oggi nel motto dello Stato del Sudafrica, che è una frase in lingua ǀxam: "!ke e: ǀxarra ǁke" (pronuncia), spesso tradotta come uniti nella diversità anche se (a causa della mancanza di termini astratti nelle lingue dei San) il suo significato letterale è popoli diversi si uniscono. La lingua venne accuratamente studiata negli anni '60 e '70 del XIX secolo dal linguista tedesco Wilhelm Bleek.